# Erich Kästner (Soldat)
Erich Kästner (* 10. März 1900 in Leipzig-Schönefeld; † 1. Januar 2008 in Pulheim bei Köln) war ein deutscher Jurist und der wohl letzte überlebende deutsche Teilnehmer (Veteran) des Ersten Weltkrieges, der der Armee des Deutschen Kaiserreiches angehört hatte.

## Leben
Im Juli 1918 wurde der gerade 18-jährige Kästner zum Militär eingezogen und unausgebildet eingesetzt. Seiner Aussage nach diente er im Ersten Weltkrieg für kurze Zeit in einem „Sonderbataillon Hauck“, dessen Existenz aufgrund der Verluste des Reichsarchives zurzeit nicht belegt werden kann. Er berichtete ferner, dort ohne unmittelbaren Feindkontakt mit Pferden gearbeitet zu haben und bei einer Parade für Kaiser Wilhelm II. im November 1918 marschiert zu sein. Kästner nahm auch am Zweiten Weltkrieg teil.
Während der Zeit der Weimarer Republik absolvierte er ein Jurastudium in Leipzig. Wahrscheinlich gehörte er zu den der Republik fernstehenden Studentenkreisen. 1924 wurde er mit der Dissertation Das landwirtschaftliche Pachtwesen und die Pachtschutzordnung unter besonderer Beleuchtung der Verhältnisse des früheren Großherzogtums Sachsen-Weimar-Eisenach  von der rechts- und wirtschaftswissenschaftlichen Fakultät der Universität Jena promoviert. Später trat er in die Justiz Niedersachsens ein. Kästner stieg bis zum Oberlandesgerichtsrat auf, in den 1960er Jahren wurde er in den Ruhestand versetzt. Für seine Arbeiten wurde ihm das Niedersächsische Verdienstkreuz 1. Klasse verliehen.
Nach dem Tode von Rudolf Christmann war Kästner der letzte bekannte noch lebende deutsche Veteran des Ersten Weltkrieges. Zudem war er zum Zeitpunkt seines Todes am 1. Januar 2008 der zweitälteste noch lebende deutsche Mann. Kästner war 75 Jahre lang mit Martha Kästner geb. Fischer (1901–2003) verheiratet. Das Paar hatte sechs Kinder – vier Söhne und zwei Töchter – sowie mehrere Enkelkinder. Er starb Anfang Januar 2008 im Kreise seiner Familie im Alter von 107 Jahren.

## Siehe auch

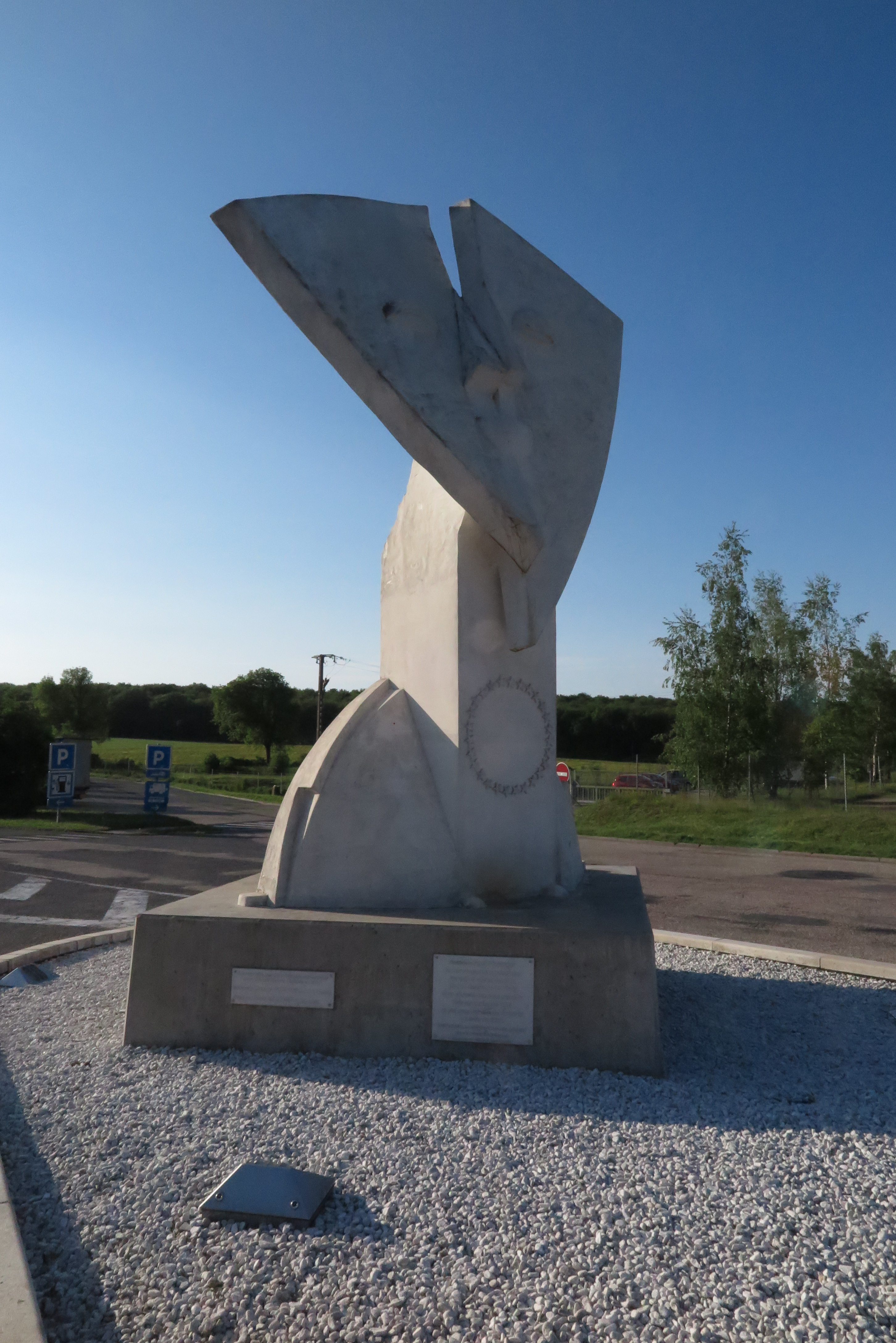
Ehrenmal zum Gedenken an die letzten zwei überlebenden Kämpfer des Ersten Weltkrieges, 2008 gestorben: den Franzosen Lazare Ponticelli (110 Jahre) und den Deutschen Erich Kästner (107 Jahre)

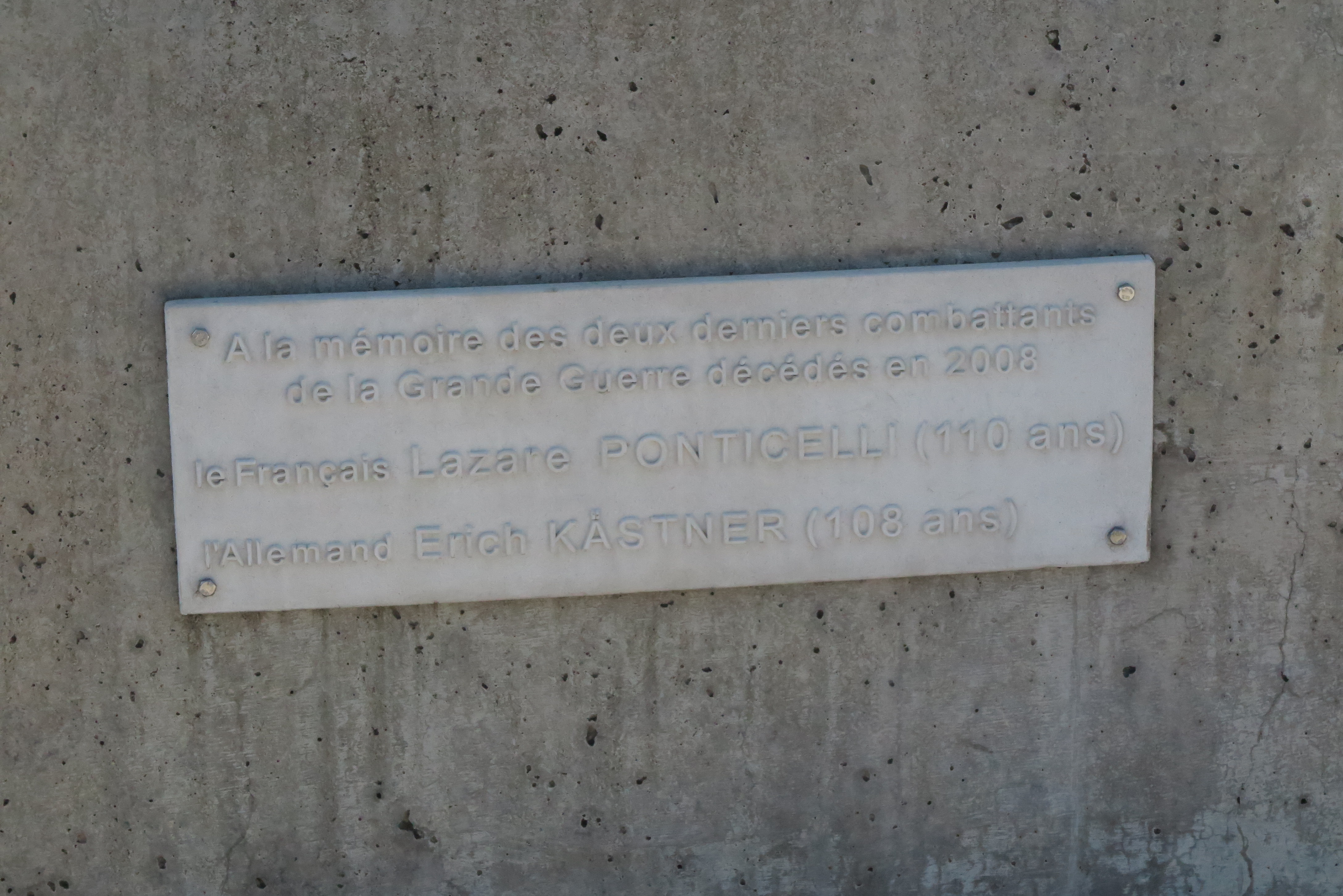
Gedenktafel, am Monument angebracht.